# اژدهاماهیان
اژدهاماهیان یا لَق‌دهانان (نام علمی: Stomiidae) نام یک تیره از راسته اژدهاماهی‌سانان است.